# Frank Reyes
Frank Reyes nome d'arte Francisco López Reyes (Tenares, 4 giugno 1969) è un cantante dominicano. È uno dei principali esponenti della bachata, notissimo nella Repubblica Dominicana come El Príncipe de la Bachata.

## Discografia
- 1991: Tu Seras Mi Reina
- 1993: Si El Amor Condena, Estoy Condenado
- 1994: Bachata Con Categoria
- 1996: El Príncipe
- 1997: Estelares de Frank Reyes
- 1998: Regreso Mi Amor Bonito
- 1998: Vine a decirte adios
- 1999: Extraño mi pueblo
- 2000: Amor en silencio
- 2000: Exitos
- 2002: Bachata de Gala
- 2002: Dejame entrar en ti
- 2004: En Vivo
- 2004: Cuando se quiere se puede
- 2005: Frank Reyes: Desde Santo Domingo Live!
- 2006: Dosis de Amor
- 2007: Tour 2006
- 2007: Te Regalo el Mar
- 2012: Soy Tuyo
- 2014: Noche De Pasion